# Csúcs-vég hatás

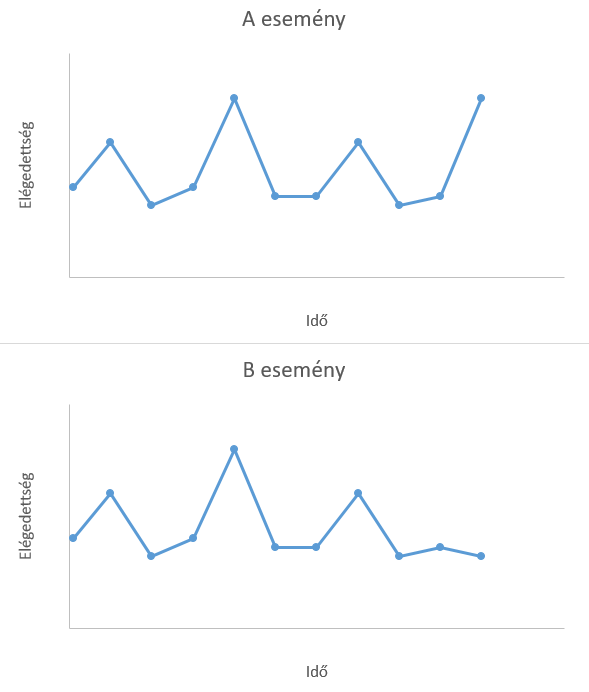
A csúcs-vég hatás értelmezése diagram segítségével.

A csúcs-vég hatás a pszichológiában használt fogalom, jelenség, ami arra ad magyarázatot, hogy az emberek mi alapján minősítenek pozitívan vagy negatívan egy múltban történt eseményt, élményt. Az indoklás az emberek általános, hedonista értékelési módszerén alapszik, ami azt bizonyítja, hogy két tényező befolyásolja elsődlegesen a különböző emlékeket: az esemény legintenzívebb, legkiemelkedőbb és legutolsó momentuma. A többi külső és belső tényező, érzelem megléte nem szolgál releváns információval az egyén számára, így a feldolgozás folyamatában nem játszanak szerepet. A kutatómunkák eredményeként az adatok nagyszámú ignorálása mellett az időintervallum figyelembe vételének hiányát is kimutatták, a fogalom angol megfelelője duration neglect. Általánosságban az imént említett komponensek kiiktatása elősegíti a vélemény gyors kialakulását, mivel számottevően kevesebb adat feldolgozását végzi el az emberi agy. Egyszerű példája ennek: Milyen volt a legutóbbi nyaralásod? Arra számítunk, hogy az alany pontosan tudja a választ, nem kell gondolkodnia rajta.
A csúcs-vég hatás fogalma a kognitív torzítások egyik típusába, a memóriatorzítások csoportjába tartozik. A kognitív torzítás elméletének alappillére, hogy az ember ahelyett, hogy racionális, észérveken alapuló következtetéseket von le a környezetéből, irracionális, szubjektív megállapításokat tesz. Ennek következtében hibás, téves, torzított képet kap különböző emberi reakciókról, attitűdökről, szokásokról, élethelyzetekről. Az irracionális gondolkodás eredete származhat az egyén viselkedéséből, hiedelmeiből, értékrendjéből, emberi kapcsolatainak mivoltából, korábbi tapasztalataiból.
A Nobel-díjjal rendelkező Daniel Kahneman és pszichológus kutatótársainak munkássága adja a legszéleskörűbb feldolgozását a témának. Emellett Aaron T. Beck neurológus kutatásai a kognitív viselkedésről szolgálnak alapul a kérdéskör minél teljesebb, komplexebb megértésére, feldolgozására.
Az elmélet vizsgálatának és szemléltetésének érdekében több empirikus kísérletet is végrehajtottak a szakemberek. Daniel Kahneman, Barbara L. Fredrickson, Charles A. Schreiber és Donald A. Redelmeier 1993-as közös kutatási munkájában, amelynek címe When More Pain is Preffered to Less: Adding a Better End , ezen tapasztalataikat fejtik ki. Az egyik legismertebb megfigyelés alanyainak egy meglehetősen kellemetlen feladatot kellett teljesíteniük. Két részből tevődött össze, az elsőben 60 másodpercig 14 °C-os vízbe kellett tartaniuk a kezüket, míg a második felvonásban 60 másodpercig 14, majd 15 °C-os vízbe mártották a kezüket további 30 másodpercig. Nagy meglepetést okoztak az eredmények, mivel a résztvevők többnyire a második esetet jelölték meg, amit egy következő alkalommal is teljesítenének.
A következő megfigyelést egy valós élethelyzetben tették. Különböző páciensek véleményét elemezték, miután részt vettek egy kellemetlen egészségügyi vizsgálaton (kolonoszkópia). A kivizsgálások hossza eltérő volt a betegek esetében. A rövidebbek esetében a legnagyobb fájdalmat a kezelés végén érzékelték az alanyok, ezáltal sokkal rosszabb élményként maradt meg az emlékezetükben, míg a hosszabb procedúra során a résztvevőket a kezelés közepén érte a legnagyobb fájdalom, a végén már nem tapasztaltak kellemetlenségeket, ennek köszönhetően pozitívabban, kevésbé kellemetlen tapasztalatként rögzült bennük.
Mindkét kísérlet szemléletesen reprezentálja a korábban már említett időintervallum tényezőnek mellőzését. Kijelenthető, hogy az emberek általánosságban hajlandóak hosszabb ideig egy alapvetően nemkívánatos szituációban lenni, ha úgy tapasztalták, hogy a legutolsó pillanatban átélt érzés jó, kevésbé rossz.